# Justicia angustifolia
Justicia angustifolia är en akantusväxtart som först beskrevs av Christian Gottfried Daniel Nees von Esenbeck, och fick sitt nu gällande namn av Gustav Lindau. Justicia angustifolia ingår i släktet Justicia och familjen akantusväxter. Inga underarter finns listade i Catalogue of Life.